# Maserati 250F
Maserati 250F är en formel 1-bil, tillverkad av den italienska biltillverkaren Maserati mellan 1954 och 1957.

## Bakgrund
Under säsongerna 1952 och 1953 hade världsmästerskapet körts med formel 2-bilar. Maserati hade byggt sin A6GCM-modell och sålt till privatförare som körde i VM. När reglementet ändrades till säsongen 1954 beslutade Maserati att uppdatera sin formel 2-bil till den nya 2,5-litersformeln. Maserati lockade över Gioacchino Colombo från huvudkonkurrenten Ferrari för att leda arbetet.

## Utveckling
250F var en vidareutveckling av företrädaren. Motorn, en rak sexa med dubbla överliggande kamaxlar, förstorades till 2,5 liter. Chassit var en enkel rörram som bar upp motor, hjulupphängning och kaross. Framvagnen hade dubbla tvärlänkar och skruvfjädrar, baktill fanns en De Dion-axel med tvärliggande bladfjädrar. De Dion-röret satt framför drivaxlarna, för att få in vikten mot mitten av bilen. Motorn lämnade 240 hk, men effekten ökade med tiden. 
Till 1956 förbättrades bromsarna och en femväxlad växellåda infördes. Under säsongen infördes ett nytt chassi, där motorn lutats och karossen modifierades för lägre luftmotstånd.
Till 1957 infördes ett nytt styvare chassi. Under säsongen experimenterade Maserati med en tolvcylindrig motor, men den tillförde inget utöver det den gamla sexan presterade. I slutet av året blev Maseratis ekonomiska problem akuta och man tvingades att avveckla tävlingsavdelningen.

## Tekniska data
| Tekniska data           | 250F                                                            |
| ----------------------- | --------------------------------------------------------------- |
| Motor:                  | Frontmonterad 6-cylindrig radmotor                              |
| Cylindervolym:          | 2493 cm³                                                        |
| Borrning x slaglängd:   | 84 x 75 mm                                                      |
| Max effekt vid varvtal: | 270 hk vid 8 000 v/min                                          |
| Ventilstyrning:         | 2 överliggande kamaxlar, 2 ventiler per cylinder                |
| Förgasare:              | 3 Weber 45DCO3                                                  |
| Växellåda:              | 4/5-växlad manuell, transaxel                                   |
| Hjulupphängning fram:   | Dubbla tvärlänkar, skruvfjädrar, hydrauliska stötdämpare        |
| Hjulupphängning bak:    | De Dion-axel, tvärliggande bladfjädrar, hydrauliska stötdämpare |
| Bromsar:                | Hydrauliska trumbromsar                                         |
| Chassi & kaross:        | Fackverksram med aluminiumkaross                                |
| Hjulbas:                | 228 cm                                                          |
| Torrvikt:               | Ca 630 kg                                                       |
| Toppfart:               | 290 km/h                                                        |

## Tävlingsresultat

### Formel 1-VM 1954
Säsongen 1954 fortsatte Maserati sin affärsmodell, att sälja bilarna till privatförare och att erbjuda full support under säsongen. En av de första kunderna var 1951 års världsmästare, Juan Manuel Fangio. Fangio tog två segrar i början av säsongen, innan han övergav Maserati för Mercedes-Benz.
Fangios avhopp tvingade Maserati att omvärdera sin policy och i all hast mönstra ett fabriksstall. Bland annat värvades Luigi Musso och Stirling Moss. I VM slutade Musso på nionde och Moss på fjortonde plats.

### Formel 1-VM 1955
Säsongen 1955 gick även Stirling Moss till Mercedes-Benz. I hans ställe kom Roberto Mières och Jean Behra. I förar-VM kom Mières åtta, Luigi Musso nia och Behra tia.

### Formel 1-VM 1956
Säsongen 1956 kom Stirling Moss tillbaka till Maserati, sedan Mercedes-Benz lagt ner sin tävlingsverksamhet. Säsongen utvecklades till en kamp mellan Moss och Juan Manuel Fangio, som gått till Ferrari. Till slut stod Fangio som världsmästare, med Moss på andra plats. Jean Behra slutade fyra och Paco Godia nia.

### Formel 1-VM 1957

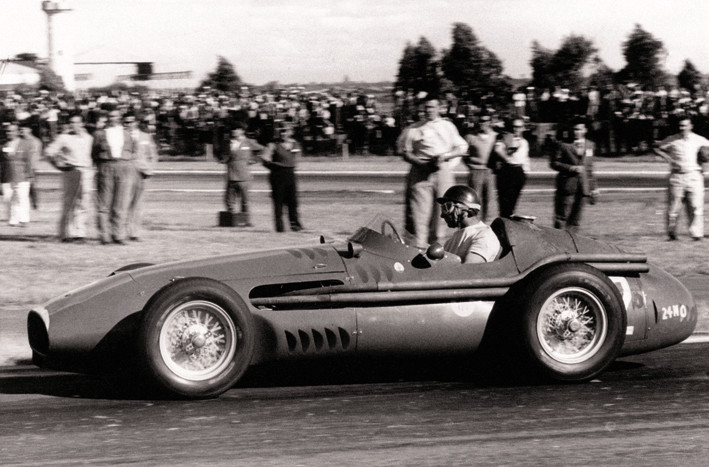
Juan Manuel Fangio i sin 250F.

Säsongen 1957 gick Stirling Moss till det brittiska stallet Vanwall. Han efterträddes av Juan Manuel Fangio, som körde sin sista säsong. Fangio tog fyra vinster och blev världsmästare för femte gången.
Dessvärre blev glädjen kortvarig för Maserati, eftersom det bistra ekonomiska läget tvingade företaget att avveckla tävlingsavdelningen efter sin mest framgångsrika säsong.

### Efter 1957
Efter 1957 såldes bilarna till privatkunder som fortsatte att tävla med dem så sent som 1960.